# Hen Zemi
Hen Zemi (変ゼミ, Hen Zemi) est un manga comique écrit et illustré par TAGRO qui fait officie de remake de sa précédente série Hentai Seiri Seminar (Abnormal Physiology Seminar). Il est publié entre 2006 et 2015 dans le magazine Monthly Morning Two de la maison d'édition Kōdansha et compte onze volumes reliés. Le manga est adapté sous forme d'OAD en 2010, puis en série télévisée d'animation en 2011.

## Synopsis
Nanako Matsutaka, une étudiante à peu près normale, participe à un séminaire sur la psychologie humaine et ses anormalités…

## Personnages
Nanako Matsutaka (松隆奈々子, Matsutaka Nanako)
Nanako Matsutaka est une étudiante à peu près normale qui fait partie du "hen zemi", un club particulier avec des membres très particuliers qui font des recherches sur la psychologie humaine et ses anormalités. Elle essaye de garder son état mental, mais ses camarades de classe commencent à influencer sa personnalité…
Komugi Musashi (武蔵小麦, Musashi Komugi)
Ami de Nanako, Komugi Musashi est une personne très simple qui n'a pas peur de discuter de ses perversions. Il est également fétichiste Netorare (NTR).
Miwako Mizukoshi (水越 美和子, Mizukoshi Miwako)
Anna Katō (加藤 あんな, Katō Anna)
Yesterday Taguchi (田口イエスタディ, Taguchi Iesutadi)
Makiko Gregory (蒔子＝グレゴリー, Makiko Guregorī)
Kenji Meshiya (飯野堅治, Meshiya Kenji)

## Anime

### OAD

#### Synopsis
Nanako Matsutaka est une étudiante presque comme les autres, hormis le fait qu'elle suit des cours d'un genre plutôt particulier sur la psychologie humaine et ses anormalités, voire excentricités. Quant à ses camarades de classes, ne sont-ils pas un peu étranges ?

#### Liste des épisodes
| N° | Title Kanji | Title retranscrit | Title français | 1re diffusion   |
| -- | ----------- | ----------------- | -------------- | --------------- |
| 01 |             |                   |                | 23 juillet 2010 |
| 02 |             |                   |                | 23 mars 2011    |

#### Musiques
Opening Theme
Maniae Kirakira (マニアエキラキラ) by Nanako Matsutaka (Kana Hanazawa)
Ending Theme
Hen ・ Rin ・ Sham ~Hen da yo. Rinse no ato ni Shampoo te~ (変・リン・シャン ~変だよ。リンスーの後にシャンプーて~) by Hen Zemi no minasan (Kana Hanazawa, Minoru Shiraishi, Norihisa Mori & Takashi Matsuyama)

### Série télévisée
En décembre 2010, le site internet de Kōdansha annonce l'adaptation de Hen Zemi à la télévision par les studios Xebec sous la direction de Takao Kato et la réalisation de Takamitsu Kouno. La diffusion de la série débute le 3 avril 2011, treize épisodes de 12 minutes se succèdent (au lieu de 24 minutes qui est la durée conventionnelle d'un épisode d'anime).

#### Liste des épisodes
| No | Titre anglais                                                                                       | Titre japonais                                             | Titre japonais                                                                         | Date de 1re diffusion |
| No | Titre anglais                                                                                       | Kanji                                                      | Rōmaji                                                                                 | Date de 1re diffusion |
| -- | --------------------------------------------------------------------------------------------------- | ---------------------------------------------------------- | -------------------------------------------------------------------------------------- | --------------------- |
| 01 | Study on the World Events as Seen from Unbiased Advocates                                           | 不偏論者たちから見た世界の事象に関する考察                 | Fuhen-ron-sha-tachi Kara Mita Sekai no Jishō ni Kansuru Kōsatsu                        | 3 avril 2011          |
| 02 | Study on the Hedonistic Aspects of Food and Taste                                                   | 食と嗜好から見る快楽様相に関する考察                       | Shoku to Shikō kara Miru Kairaku Yōsō ni Kansuru Kōsatsu                               | 17 avril 2011         |
| 03 | Study on the Sense of Virtue in Social Comparison                                                   | 社会的比較における貞操観念に関する考察                     | Shakai-teki Hikaku ni okeru Teisō Kannen ni Kansuru Kōsatsu                            | 25 avril 2011         |
| 04 | Study on the Difference in Happiness and that of the Person Receiving the Service to the Population | 集団への奉仕者とそれを受容する側の幸福感の差異に関する考察 | Shūdan e no Hōshi-sha to Sore o Juyōsuru Gawa no Kōfuku-kan no Sai ni Kansuru Kōsatsu  | 1er mai 2011          |
| 05 | Study on the Family Dynamics that Influence Personality Development                                 | 家族機能が人格形成に与える影響に関する考察                 | Kazoku Kinō ga Jinkaku Keisei ni Ataeru Eikyō ni Kansuru Kōsatsu                       | 8 mai 2011            |
| 06 | Study on the Impulsive Action and Threatened Action in Extreme Conditions                           | 極限状態における衝動行為と脅迫行為に関する考察             | Kyokugen Jōtai ni Okeru Shōdō Kōi to Kyōhaku Kōi ni Kansuru Kōsatsu                    | 15 mai 2011           |
| 07 | Study on the Relationship Between Direct and Reliable to Depend on the Specific Relationship        | 特定の人間関係へ向ける依存性と信頼性の関係に関する考察     | Tokutei no Ningen Kankei e Mukeru Izon-sei to Shinrai-sei no Kankei ni Kansuru Kōsatsu | 22 mai 2011           |
| 08 | Study on the Characteristic Quality and the Sense of Self-growth by Childhood Experiences           | 幼児体験が与える特質的性質と自己成長感に関する考察         | Yōji Taiken ga Ataeru Tokushitsu-teki Seishitsu to Jiko Seichō-kan ni Kansuru Kōsatsu  | 28 mai 2011           |
| 09 | Study on the Self-observation and Self-disclosure Subjective                                        | 主観的自己観察の結果と自己開示に関する考察                 | Shukan-teki Jiko Kansatsu no Kekka to Jiko Kaiji ni Kansuru Kōsatsu                    | 5 juin 2011           |
| 10 | Study on the Psychological Impact of Indirect Contact                                               | 間接的な接触による心理的影響に関する考察                   | Kansetsu-teki na Sesshoku ni Yoru Shinri-teki Eikyō ni Kansuru Kōsatsu                 | 12 juin 2011          |
| 11 | Study on the Psychological and Physical Effects and Suppressed Desires                              | 抑制された欲求が及ぼす心理的及び身体的効果に関する考察     | Yokuseisareta Yokkyū ga Oyobosu Shinri-teki Oyobi Shintai-teki Kōka ni Kansuru Kōsatsu | 19 juin 2011          |
| 12 | Study on Coping With a Particular Expression of Love From Someone                                   | 特定の人物からの愛情表現への対処行動に関する考察           | Tokutei no Jinbutsu kara no Aijō Hyōgen e no Taisho Kōdō ni Kansuru Kōsatsu            | 26 juin 2011          |
| 13 | Study on Impartial Advocates Harbouring 'Love'                                                      | 不偏論者たちが抱く『愛』に関する考察                       | Fuhen-ron-sha-tachi ga Idaku “Ai” ni Kansuru Kōsatsu                                   | 3 juillet 2011        |

#### Musiques
Musique: Masaru Yokoyama
Thème
Arrangement : Hajime Kikuchi
Composition : Hajime Kikuchi
Paroles : Hitomi Mieno
Performance: Kana Hanazawa
Ending Theme:
Punctuation! : Kana Hanazawa
Production: Starchild Records

### Doublage
| Personnages        | Doubleurs japonais |
| ------------------ | ------------------ |
| Nanako Matsutaka   | Kana Hanazawa      |
| Komugi Musashi     | Akira Ishida       |
| Miwako Mizukoshi   | Yukiko Takaguchi   |
| Anna Kato          | Ryoko Shintani     |
| Yesterday Taguchi  | Minoru Shiraishi   |
| Hishiyasu Ichikawa | Norihisa Mori      |
| Makiko Gregory     | Shiho Kawaragi     |
| Kenji Meshiya      | Takashi Matsuyama  |